# Force 〜Document & Live〜
Force 〜Document & Live〜（フォース ～ドキュメント & ライブ～）は、日本の歌手、Superflyの4枚目の映像作品。

## 概要
- Superfly史上、初となるドキュメント作品。
- 昨年リリースされた4thアルバム『Force』の制作過程から、アルバムリリース前に行ったファンクラブツアーの様子を追ったドキュメント映像を収録。
- 2013年1月21日に終了した「Superfly Tour 2012-13 "Live Force" supported by VO5」の東京公演のライブ映像も全曲収録。

## 収録曲

### Disc 1:Studio Force
1. lnelades the making of the album "Force"
「Force,919,Get High!! ~アドレナリン~,輝く月のように,終焉,Nitty Gritty,スタンディングオベーション」
2. interview with Shiho
3. rehearsal of "Live 4th You",and "Live 4th You" at Zeep Diversity(TOKYO)

### Disc 2:Live Force
1. Force
2. No Bandage
3. Wildflower
4. The Bird Without Wings
5. Nitty Gritty
6. 愛をくらえ
7. 終焉
8. あぁ
9. 愛をこめて花束を
10. 919
11. 平成ホモサピエンス
12. I My Me Mine Mine
13. Free Planet
14. Get High!! ~アドレナリン~
15. Alright!!
16. 輝く月のように

~アンコール~
1. タマシイレボリューション
2. 終わりなきゲーム
3. スタンディングオベーション